# Dnevi zavrženosti
Dnevi zavrženosti (ital. I giorni dell'abbandono) je naslov romana Elene Ferrante, ki je v izvirniku izšel leta 2002, v angleškem prevodu (The Days of Abandonment) leta 2005, v slovenščini pa leta 2015 (in s tem je bilo to prvo delo Elene Ferrante, prevedeno v slovenščino). Knjiga govori o Olgi, osemintridesetletni materi dveh otrok, ki jo mož zapusti zaradi mlajše ženske in zato preživlja težko, depresivno obdobje.
Leta 2005 so po knjižni predlogi posneli film I giorni dell'abbandono, ki ga je režiral Roberto Faenza.

## Zgodba
Zgodba temelji na nenadnem koncu navidez trdnega in srečnega zakona. Osemintridesetletni Olgi, ki ni zaposlena in skrbi za svojo družino, mož Mario pove, da jo zapušča. Sprva Olga ne verjame, da misli zares, kmalu pa se mora soočiti z dejstvom, da jo je mož zapustil zaradi druge ženske. Konec petnajstletnega zakona Olgi povzroči hudo notranjo stisko.
Potem ko ugotovi, da ima Mario razmerje s hčerjo enega od svojih kolegov, ki jo je spoznal, ko je imela le petnajst let, Olga doživi zlom. Ko na ulici sreča Maria in njegovo ljubico Carlo, ju napade. 
Sledi Olgino dolgotrajno introspektivno analiziranje let, ki jih je preživela s soprogom, da bi spoznala napake in vrzeli v njunem odnosu, ki so Maria pripeljale do želje, da jo zapusti. Kmalu ugotovi razlog; Mario se je enostavno zaljubil v drugo žensko. Zato se Olga odreče nadaljnjemu žalovanju ter tvega izgubo sebe in življenja, kot ga ima. Nad njo se zgrnejo odgovornosti; skrbeti mora za dva otroka, vzdrževati dom in prevzeti tudi skrb za psa. Sicer običajne materinske naloge postanejo breme, vrnejo se strahovi in sence iz preteklosti, vključno z zamislijo, da ženska brez ljubezni oziroma moškega ne more preživeti. Z bolečino se spoprime tako, da jo prevzame prostaštvo. Skuša se zaplesti s sosedom, vendar ji spodleti. Poskušata imeti spolni odnos, vendar odnehata, ker on ne more vzdržati erekcije.
Nekega avgustovskega dne postane sin Gianni vročičen, zboli tudi družinski pes. Olgo je strah, da je pes zastrupljen. Mlajša hči Ilaria ne razume materinega čustvenega stanja in jo le dodatno vznemirja. Pes Otto in sin začneta kazati telesne znake zastrupitve. Olgi se po nesreči zagozdi ključ v ključavnici in se zave, da ne more poklicati pomoči; hišni telefon so jim odklopili, mobilnik pa je pokvarjen. Stanovanjska zgradba, v kateri živijo, je zaradi poletnih počitnic domala prazna. Olga se ne more osrediniti na iskanje rešitev, nakar se zbere. Ko pride spodnji sosed preveriti, kako je, ji uspe, da sama odklene vrata.
Sin ozdravi, pes pa pogine. Olga se navsezadnje zave, da ima dovolj sposobnosti in moči, da prevzame nadzor nad svojim življenjem. S pomočjo soseda Alda začne reševati težave, skrbeti za družino in na novo opredeliti odnos z bivšim možem. Tako ji sčasoma uspe ponovno sestaviti razbitine svojega življenja, z Mariom pa se dogovorita za skupno skrbništvo nad otrokoma. Prijatelji jo poskušajo spoznati z novimi moškimi, vendar se Olga prestraši. S prijateljico obišče koncert, kjer v orkestru opazi svojega soseda – ponovno vzpostavita stik in začneta graditi nov odnos.